# Liste der Einträge im National Register of Historic Places im Schleicher County
Die Liste der Registered Historic Places im Schleicher County führt alle Bauwerke und historischen Stätten im texanischen Schleicher County auf, die in das National Register of Historic Places aufgenommen wurden.

## Aktuelle Einträge
| Lfd. Nr. | Name        | Bild | Datum der Eintragung | Adresse/Lage       | Ort      | ID       | Beschreibung |
| -------- | ----------- | ---- | -------------------- | ------------------ | -------- | -------- | ------------ |
| 1        | Mittel Site |      | 4. Jan. 1990         | Address Restricted | Eldorado | 89002278 |              |